# Javier Martínez (baloncestista)
Javier Martínez (Asunción, Paraguay, 31 de mayo de 1978) es un jugador de básquetbol profesional paraguayo que además posee la nacionalidad argentina. Se desempeña usualmente en el puesto de escolta, pero también lo hizo como base armador. Fue miembro de la selección de básquetbol de Paraguay.
Desarrolló la mayor parte de su carrera en la Liga Nacional de Básquet de Argentina, siendo un jugador destacado en varios de los clubes donde estuvo, llegando a ser el máximo ídolo de Regatas Corrientes, donde se retiró en mayo de 2016. Sin embargo, en marzo de 2017 volvió a las canchas en Olimpia de Paraguay.

## Historia en clubes
Javier realizó las divisiones inferiores en Paraguay, donde debutó como profesional en 1995. Entre 1995 y 2001 obtiene cinco títulos en seis temporadas y en 2001 llega a Argentina, donde juega hasta 2003, año en que, tras un breve paso por el baloncesto mexicano, emigra hacia España para jugar en el Doncel de Villa Nueva de la Serena de la LEB2.

No conozco nada del club donde voy a ir, pero es la gran oportunidad que estaba esperando. Tengo mucha ansiedad y mis expectativas son de las mejores. Espero adaptarme muy pronto al clima español, principalmente al riguroso invierno.
Javier Martínez.

Tras una temporada allí, retorna a la Argentina para fichar en Libertad de Sunchales. En la temporada 2005-06 pasa a Regatas Corrientes y obtiene la nacionalidad Argentina y desde entonces ocupa ficha de jugador nacional. En la temporada 2006-07 jugó en Quilmes de Mar del Plata y tras una pelea con el entrenador de turno, retorna a Regatas para jugar los play-offs y eliminar al equipo marplatense.
Tras dos temporadas, pasa a Sionista, donde jugó dos temporadas y luego retorna al equipo correntino. Juega en Regatas cuatro temporadas más, luego pasa por una temporada a La Unión de Formosa, y luego retorna por cuarta vez a Regatas, donde se retira. En el club fantasma, Javier llegó a ser el máximo anotador histórico, con 4026 puntos en 381 partidos, siendo también quien más veces vistió la camiseta.

Ni en el mejor de los casos, cuando estaba en Asunción, buscando mi sueño de jugar básquet profesional, de dejar una huella, me hubiese imaginado tanto cariño. Me han dado muchísimo más de lo que yo pensé, de lo que yo soñé. Me voy triste obviamente por la eliminación, pero me voy contento a la vez, lleno de alegría en el corazón. Mi familia está conmigo, tengo salud y el cariño de ustedes. Nunca me voy a olvidar de cada uno, de cada canto.
Javier Martínez

A pesar del retiro, volvió a su país y retomó la práctica del baloncesto competitivo, consagrándose cuatro veces campeón (Aertura y Clausura 2017, Apertura 2018 y Apertura 2019) de la Liga Nacional de Paraguay con el Olimpia Kings.

## Selección nacional
Ha sido internacional para su selección en numerosas ocasiones tales como los Torneos Sudamericano de Básquetbol 1997 (Maracaibo), 1999 (Bahia Blanca), 2001 (Valdivia), 2004 (Campos dos Goytacazes], 2010 (Neiva) y 2012 (Chaco) y recientemente el Torneo de las Américas de 2011 (Mar del Plata)

## Trayectoria deportiva
| Club                               | País      | Año         |
| ---------------------------------- | --------- | ----------- |
| Sol de América                     | Paraguay  | 1995 - 2000 |
| Deportivo San José                 | Paraguay  | 2001        |
| Pico Football Club                 | Argentina | 2001 - 2002 |
| Deportivo San José                 | Paraguay  | 2002        |
| Pico Football Club                 | Argentina | 2002 - 2003 |
| Deportivo San José                 | Paraguay  | 2003        |
| Real Santa Cruz                    | Bolivia   | 2003        |
| Gambusinos de Fresnillo            | México    | 2003        |
| Doncel de Villa Nueva de la Serena | España    | 2003 - 2004 |
| Deportivo San José                 | Paraguay  | 2004        |
| Libertad                           | Argentina | 2004 - 2005 |
| Regatas Corrientes                 | Argentina | 2005 - 2006 |
| Quilmes                            | Argentina | 2006        |
| Regatas Corrientes                 | Argentina | 2006 - 2008 |
| Sionista                           | Argentina | 2008 - 2010 |
| Regatas Corrientes                 | Argentina | 2010 - 2014 |
| La Unión de Formosa                | Argentina | 2014 - 2015 |
| Regatas Corrientes                 | Argentina | 2015 - 2016 |
| Olimpia Kings                      | Paraguay  | 2017 - 2019 |

## Palmarés
En clubes
- Torneos nacionales
  -  LNB 1995 en Sol de América
  -  LNB 1996 en Sol de América
  -  LNB 1998 en Sol de América
  -  LNB 1999 en Sol de América
  -  LNB 2001 en Deportivo San José
  -  LNB 2002 en Deportivo San José
  -  LNB 2003 en Deportivo San José
  -  LNB 2004 en Deportivo San José
  -  Copa Argentina de Básquet 2007 en Regatas Corrientes
  -  Torneo Súper 8 2012 en Regatas Corrientes
  -  Liga Nacional de Básquet 2012-13 en Regatas Corrientes
  -  Torneo Apertura 2017 Olimpia Kings
  -  Torneo Clausura 2017 Olimpia Kings
  -  Torneo Apertura 2018 Olimpia Kings
  -  Torneo Apertura 2019 Olimpia Kings
- Torneos internacionales
  - Liga Sudamericana de Clubes 2008 en Regatas Corrientes
  - Liga de las Américas 2010-11 en Regatas Corrientes
  - Liga Sudamericana de Clubes 2012 en Regatas Corrientes

## Distinciones individuales
- Ha disputado el Juego de las Estrellas de la Liga Nacional de Básquet en dos ocasiones: 2005 y 2007.
- Integró el quinteto ideal de la Liga Nacional en la temporada 2007-08.
- Logró un triple-doble en la temporada 2010-11 de la Liga Nacional con 13 puntos (0/4 dobles, 2/7 triples, 7/8 libres), 14 asistencias y 10 rebotes (4 ofensivos, 6 defensivos) ante Libertad de Sunchales, en 40 minutos.[5]
- Es quien más partidos disputó con la camiseta de Regatas Corrientes, 381 partidos en 8 temporadas.[1]
- Es quien más puntos anotó jugando para Regatas Corrientes, 4026 puntos.[1]